# Acrocirrus occipitalis
Acrocirrus occipitalis är en ringmaskart som beskrevs av Banse 1979. Acrocirrus occipitalis ingår i släktet Acrocirrus och familjen Acrocirridae. Inga underarter finns listade i Catalogue of Life.